# Rudolf Hoenicke
Rudolf Johann Anton Hoenicke (* 13. Juni 1906 in Berlin; † 11. September 1971) war ein deutscher Industriemanager.

## Leben
Rudolf Hoenicke studierte Volkswirtschaftslehre und wurde 1933 in Berlin mit der Arbeit Die amerikanische Automobilindustrie in Deutschland zum Dr. rer. pol. promoviert.
Hoenicke war Leiter der Personal- und Sozialabteilung und Vorstandsmitglied der Adam Opel AG. 1965 ging er nach 44-jähriger Tätigkeit in den Ruhestand.
Rudolf Hoenicke engagierte sich für zahlreiche Sozialprojekte im Heiligen Land. Er war Mitglied des Deutschen Vereins vom Heiligen Lande. 1949 wurde er von Kardinal-Großmeisters Nicola Kardinal Canali in den Ritterorden vom Heiligen Grab zu Jerusalem aufgenommen und am 7. Dezember 1949 im Kölner Dom von Bischof Wilhelm Cleven, Großprior ad interim des Ordens in Deutschland, in den Päpstlichen Laienorden investiert. Er war Schatzmeister und Sekretär des Ordens in Deutschland, von 1970 bis 1971 Kanzler der Deutschen Statthalterei. Er gehörte der Komturei Frankfurt in der Rhein-Main-Provinz an.

## Schriften
- Die amerikanische Automobilindustrie in Europa, Postberg 1933 (Google Books)